# SV DE.424
Die DE.424 waren eine Baureihe von dieselelektrischen Lokomotiven, die 1957–58 von den TIBB-Werken in Vado Ligure für die Società Veneta (SV) gebaut wurden.

## Geschichte
Nach dem Zweiten Weltkrieg wollte die Società Veneta die Dampftraktion auf ihren wichtigsten Strecken ablösen. Sie bestellte deshalb neben den Dieseltriebwagen ADn 800 eine Reihe von neun dieselelektrischen Lokomotiven. Die Maschinen wurden vom TIBB gebaut und erhielten die Nummerierung DE.424-01 bis 09.
Die neun Lokomotiven wurden nach verschiedenen Depots beheimatet:
- die 01 und 06 in Bologna San Vitale für die Strecke nach Portomaggiore;
- die 02 und 05 in Udine für die Strecke nach Cividale;
- die 03, 04 und 09 in Piove di Sacco für die Adria–Mestre;
- die 07 und 08 in Suzzara für die Strecke nach Parma.

Wie geplant wurden die DE.424 bei den Güterzügen eingesetzt, aber auch bei den schwersten Personenzügen, z. B. im Schülerverkehr.
Ab 1981 wurde der Bahnnetz der Società Veneta erst in einige Tochtergesellschaften geteilt (FNE, Tra.Ro), und später zu einigen staatlichen Kommissarbetrieben (FAM, FBP, FPS, FUC). Nach der Regionalisierung der ehemaligen Privatbahnen sind die DE.424 zu den FER (Region Emilia-Romagna), FUC (Region Friaul-Julisch Venetien) und ST (Region Venetien) übernommen worden.